# Quentin Foloiseau
Quentin Foloiseau est une série de bande dessinée franco-belge créée dans Spirou no 2141 par Jean-Luc Hiettre, rejoint plus tard par Jean-Yves Brouard pour le scénario des deux derniers épisodes.

## Synopsis
Cette bande dessinée raconte les aventures de Quentin Foloiseau, photographe professionnel spécialisé dans le monde animalier.

## Les personnages
- Quentin Foloiseau est un photographe professionnel
- Askelle est une étudiante en zoologie qui suit Quentin dans ses aventures.
- Le professeur Lagopus est un savant et le père d'Askelle.

## Publication

### Périodiques
La série a été publiée dans Spirou entre 1979 et 1985.

### Album
- Les Aventures de Quentin Foloiseau, JYB Aventures :

1. Le Mystère du lac sans nom, 2002  (ISBN 2-9515843-1-8)[1].
2. L'Île du bout du monde, 2006  (ISBN 2-9515843-9-3).

- Édition Coffre à BD :

1. L'île du bout du monde
2. Le mystère du lac sans nom